# Alliance Ethnik
Pour les articles homonymes, voir Alliance.
Alliance Ethnik est un groupe de hip-hop français, originaire de Creil, dans l'Oise. Formé en 1990 et se dissous en 2000, il se composait de sept membres d'origines diverses (algérienne, italienne, française et congolaise), d'où le nom d'Alliance Ethnik (Ethnik étant une cacographie du mot « ethnique ») : K-Mel, Médard, Romu ,dj Moussaï, Gutsy, Crazy B, et Faster Jay.
Alliance Ethnik se fait connaître pour ses singles dansants inspirés par la funk, orientés rap West Coast au sein d'un milieu rap français du milieu des années 1990 saturé par les tendances new-yorkaises. En 1995, le groupe publie son premier album, Simple et Funky, un succès en France, en Belgique et en Suisse, grâce à des singles comme Simple et Funky, Respect ou encore Honesty et Jalousie (fais un choix dans la vie). Le deuxième album, Fat Comeback, publié en 1999, ne rencontre pas le même succès ; le groupe se sépare la même année.

## Biographie
En juin 1990, le rappeur K-Mel, futur leader du groupe, se produit pour la première fois à Creil, dans l'Oise. Avec quatre amis, Médard à la voix et Romu et Dj Moussaï Gutsy à la programmation, rejoints peu après par deux DJs, Crazy B et Faster Jay (vice-champions du monde en 1992 et 1993), ils tournent dans des petites salles de banlieue. Avec l'aide de l'association IZB, spécialisée dans la promotion de concerts rap, Alliance Ethnik joue la première partie du concert du groupe IAM en 1992 à l'Élysée-Montmartre. C'est à cette période qu'ils se popularisent. Sur place, ils sont repérés par la presse et quelques maisons de disques, puis signent un contrat avec le label Delabel. En 1993, ils collaborent avec le groupe suisse Sens Unik, et participent en 1994 à la compilation Mondial rap avec leur chanson Playback. 
Alliance Ethnik publie son premier album studio, Simple et Funky, en 1995. L'album est enregistré et mixé entre Paris et New York et produit par Bob Power (en) (A Tribe Called Quest notamment),. Il contient 16 chansons. À l'été la même année, le premier simple Respect est diffusé à la radio. Ils participent notamment, en parallèle, au Festival de Bourges en avril, au Bataclan le 13 juin, et au festival des Francofolies de La Rochelle. L'album est un succès grâce aux singles Simple et Funky, Respect et Honesty et Jalousie (fais un choix dans la vie). Toujours en 1995, l'album compte entre 250 000 et 350 000 exemplaires vendus,. Il atteint la 3e place des classements français, et est également certifié disque d'or en France, en Suisse, au Canada et en Italie. En février 1996, Alliance Ethnik reçoit la Victoire de la musique dans la catégorie « Groupe de l'année »,.  K-Mel enregistre de son côté le titre Louled en solo pour le générique du film Les Deux Papas et la Maman de l'humoriste Smaïn, sorti en mai 1996.
Alliance Ethnik revient en 1999 avec la sortie d'un deuxième album, Fat comeback,, qui fait notamment participer le groupe américain De La Soul sur la chanson Star Track, et le chanteur sénégalais Youssou N’Dour sur Un enfant doit vivre.
Le groupe se retrouve cependant sur le déclin à cause de la poussée progressive du gangsta rap. Bien que classé 25e en France, l'album n'obtient pas le succès escompté. Le groupe se sépare la même année. En 2002, Delabel publie un best-of du groupe intitulé Best of Alliance Ethnik regroupant les meilleurs morceaux du groupe.

## Membres
- K-Mel et Médard : voix (1990—1999)
- Gutsy : programmation (1990—1999)
- Crazy B et Faster Jay : DJing (1990—1999)

## Discographie

### Albums studio
- 1995 : Simple et Funky
- 1999 : Fat comeback

### Compilations
- 2002 : Best of Alliance Ethnik[9]  (fait participer De La Soul, Common, Cheb Mami, Vinia Mojica (en), et Biz Markie)

### Singles
- 1995 : Respect
- 1995 : Simple et Funky
- 1995 : Honesty et Jalousie (fais un choix dans la vie)
- 1999 : Fat Come Back
- 1999 : 5h du mat'
- 1999 : No Limites